# Prodavíz vára
Prodavíz vára (horvátul: Zamak Prodavić) egy várhely Horvátországban, a Kaprokca-Kőrös megyei Prodavíz (Virje) területén.

## Fekvése
A település északi részén, a plébániatemplomtól mintegy 500 méterre északra, a házak között fekvő Gradšće nevű helyen található.

## Története
Prodavíz várának első említését 1316-ban, néhány komarnicai földbirtok felosztásának következtében kialakult birtokhatárok leírásában találjuk. Az új birtokhatár egyik része Jakab kenéz szőlője és a prodavizi vár („castrensium de Praduauiz”) szőlői között húzódott. 1325-ben Károly Róbert király, az Ákos nembeli Mikcset nevezte ki egész Szlavónia bánjává. Ezzől fogva a vár is az ő igazgatása alá tartozott. 1341-ben Mikcs bán innen keltez egy oklevelet a Dráva menti Újvár adományozásáról. A vár ezután is Mikcs bán leszármazottaié volt, akik 1395-től a prodavizi előnevet is felvették. a 15. század első felében Tallóczy Matkó birtoka volt. 1473-ban Mátyás király Ernuszt Ivánt tette meg egész Szlavónia bánjává, aki 1485-től Prodavizt is birtokolta. 
Az Ernuszt család nevéhez fűződik az elavult régi vár lebontása és helyette új, korszerű várkastély építése. Ennek az erődítménynek az alakja szabályos, mintegy 40-szer 30 méteres téglalap alaprajzú volt. A vár északi fala mellé, egy szintén szabályos téglalap alakú tornyot emeltek téglából és kőből. Az egész erődítést még egy téglalap alakú, 8-10 méter széles árok is védte. A vár valószínűleg 1532-ben elpusztult, amikor a Kőszeg ostroma alól visszatérő szultáni sereg más környező várakkal együtt lerombolta. Ezután azonban újjáépítették és 1548-ban Székely Lukács állandó helyőrséget helyezett el benne. 1557-ben őrsége 10 martalócból állt. 1603-ban a horvát szábor olyan döntést hozott, hogy Virjén, melyez azelőtt Prodavíznek neveztek új erősséget kell építeni. 1638-ban várát „castellum Virje” néven említik. 1648-ban, Trautsmandorf Zsigmond hajtott végre egy szemlét a virjei erősségben, melyet „Weissenthurm” néven említett. A török veszély elmúltával a vár is elveszítette jelentőségét és miután őrsége elhagyta anyagát a lakosság építkezéséihez hordta szét.

## A vár mai állapota
A lelőhely északi oldalán kertek vannak és egy patak, mely a vár valamikori védőárkainak maradványain folyik keresztül. Maga a vár megközelítőleg kör alakú volt, mintegy 100 méteres átmérővel. Valaha három kör alakú sánc védte, amelyekből egy, még az 1950-es években is látható volt a Signjar család telkén. A kertjükben pedig még ma is középkori edénytöredékeket és téglákat forgatnak ki a földből. Itt egy olyan sértetlen téglára leltek, mely szokatlan alakja folytán, valószínűleg egy ősi gótikus templomhoz, vagy egy várkastélyhoz tartozhatott. 